# Поль Пребуа
Поль Пребуа́ (фр. Paul Préboist; 21 лютого 1927, Марсель, Франція — †4 березня 1997, Куї-Пон-о-Дам, Франція) — французький театральний та кіноактор, комік, радіоведучий.

## Біографія та кар'єра
Поль Пребуа народився 21 липня 1927 року у Марселі, Франція. У 14 років став жокеєм на скачках з перешкодами. Під час Другої світової війни працював касиром у службі соціального страхування. Виступав у марсельських перекусних і шпиталях, виконуючи пісні з репертуару Фернанделя та Ноель-Ноеля. На запрошення актора Анрі Крем'є, Пребуа переїхав до Парижа, де брав уроки на рю Бланш, після чого виступав у театрі та кабаре.
З 1948 року Пребуа знімається у кіно. У 1940-х — на початку 1960-х років грав маленькі епізодичні ролі; з середини 1960-х став відомим завдяки невеликим ролям в популярних комедіях, де його партнерами по знімальному майданчику були Луї де Фюнес, Бурвіль, П'єр Рішар, Колюш та інші відому майстри французького кіно. Серед режисерів, у яких знімався Поль Пребуа: Андре Юнебель, Рене Клер, Рене Клеман, Ів Робер, Едуар Молінаро, Жерар Урі та ін.
У 1950-1960-х працював на радіо, разом з іншим популярним актором, Франсісом Бланшем. Починаючи з 1980-х років Поль Пребуа почав грати головні та провідні ролі у фільмах. Акторські удачі цього періоду — кюре Данієль у фільмі «Мій священик серед нудистів» (1982), мосьє Фошлеван в екранізації роману Віктора Гюго «Знедолені» (1982, реж. Робер Оссейн), професор у «Прекрасній історії» (1992, реж. Клод Лелуш).
Всього за час своєї кар'єри у кінематографі з 1948 по 1992 роки Поль Пребуа знявся у понад 120 фільмах. Крім того, починаючи з 1956 року, знімався на телебаченні у телефільмах, шоу та серіалах.
Поль Пребуа помер 8 березня 1997 року у селі С'єнт-ен-Марі департаменту Куї-Пон-о-Дам під Парижем.

## Фільмографія (вибіркова)
| Рік  | Українська назва                    | Оригінальна назва                                      | Роль                     | Примітки                |
| ---- | ----------------------------------- | ------------------------------------------------------ | ------------------------ | ----------------------- |
| 1954 | Кадет Руссель                       | Cadet Rousselle                                        | церковний злодій         |                         |
| 1955 | Недільні вбивці                     | Les assassins du dimanche                              |                          |                         |
| 1957 | Еліза                               | Élisa                                                  | охоронець                |                         |
| 1958 | Сицилієць                           | Le Sicilien                                            | офіціант                 |                         |
| 1959 | Пиріг                               | Croquemitoufle                                         |                          |                         |
| 1959 | Бандити                             | Les affreux                                            |                          |                         |
| 1959 | Тітка Чарлея                        | La marraine de Charley                                 | нічний сторож            |                         |
| 1960 | Крез                                | Crésus                                                 | каменяр                  |                         |
| 1960 | Сірано де Бержерак                  | Cyrano de Bergerac                                     | п'яний                   | телевізійний            |
| 1960 | Приз                                | Cocagne                                                | Банане                   |                         |
| 1960 | Капітан                             | Le Capitan                                             | злодій                   |                         |
| 1961 | Картуш                              | Cartouche                                              | жандарм                  |                         |
| 1962 | Сім смертних гріхів                 | Les sept péchés capitaux                               | Альфонс                  | (епізод Обжерливість)   |
| 1962 | Тартарен із Тараскона               | Tartarin de Tarascon                                   | Костекад                 |                         |
| 1964 | Смерть убивці                       | La mort d'un tueur                                     | перукар                  |                         |
| 1964 | Вікенд в Зюйдкоті                   | Week-end à Zuydcoote                                   | солдат                   |                         |
| 1964 | Горили                              | Les gorilles                                           | агент аеропорту Орлі     |                         |
| 1965 | Мажордом                            | Le majordome                                           | дворецький Ванту         |                         |
| 1965 | Сто штук і ганчірки                 | Cent briques et des tuiles                             | кузен                    |                         |
| 1965 | Пригоди китайця в Китаї             | Les tribulations d'un Chinois en Chine                 | Корнак                   |                         |
| 1966 | Ресторан пана Септіма               | Le grand restaurant                                    | сомельє                  |                         |
| 1966 | Велика прогулянка                   | La grande vadrouille                                   | рибалка                  |                         |
| 1966 | Пригоди у заміському будинку        | Monsieur le Président Directeur Général                | ад'ютант                 |                         |
| 1966 | Старий і дитина                     | Le vieil homme et l'enfant                             | Максім                   |                         |
| 1967 | Ідіот у Парижі                      | Un idiot à Paris                                       | охоронець                |                         |
| 1967 | Людина, яка зрадила мафію           | L'homme qui trahit la mafia                            | гаражний механік         |                         |
| 1967 | Оскар                               | Oscar                                                  | мажордом Шарль           |                         |
| 1967 | Будинок з грошима                   | Fleur d'oseille                                        | художник                 |                         |
| 1967 | Божевільний з лабораторії 4         | Le fou du labo IV                                      | агент                    |                         |
| 1968 | Беру і його дами                    | Béru et ces dames                                      | інспектор Піно           |                         |
| 1969 | Заморожений                         | Hibernatus                                             | Шарль                    |                         |
| 1969 | Честь сім'ї                         | La honte de la famille                                 | інспектор Пішеранд       |                         |
| 1969 | Мій дядько Бенжамін                 | Mon oncle Benjamin                                     | Парлента                 |                         |
| 1970 | Будинок                             | La maison                                              | Паскаль                  |                         |
| 1970 | А тепер летіть!                     | Et qu'ça saute!                                        | Гуадара                  |                         |
| 1970 | Людина-оркестр                      | L'homme orchestre                                      | директор готелю          |                         |
| 1970 | Жандарм на відпочинку               | Le gendarme en balade                                  | конюх                    |                         |
| 1970 | Розсіяний                           | Le distrait                                            | мосьє Клерден            |                         |
| 1970 | Листи з мого млина                  | Les lettres de mon moulin                              | Гаше                     | телевізійний            |
| 1971 | Вибух                               | L'explosion                                            | інспектор                |                         |
| 1971 | Нехай звучить цей вальс             | Laisse aller… c'est une valse                          | Роллас                   |                         |
| 1971 | Чоловік із Сен-Мішель               | Doucement les basses                                   |                          |                         |
| 1971 | І високо на дереві вмостившись      | Sur un arbre perché                                    | радіорепортер            |                         |
| 1971 | Човен на траві                      | Le bateau sur l'herbe                                  | Леон                     |                         |
| 1971 | Джо                                 | Jo                                                     | ад'ютант жандармерії     |                         |
| 1971 | Манія величі                        | La folie des grandeurs                                 | слуга                    |                         |
| 1972 | Пригоди Альфреда                    | Les Malheurs d'Alfred                                  | селянин                  |                         |
| 1972 | Усі прекрасні, усі милі             | Tout le monde il est beau, tout le monde il est gentil | старий священик          |                         |
| 1972 | Конюшина з п'ятьма листочками       | Le trèfle à cinq feuilles                              | Леон Констан             |                         |
| 1972 | Божевільні на стадіоні              | Les fous du stade                                      | Жуль                     |                         |
| 1972 | Гуляки                              | Les joyeux lurons                                      | кюре Паккар              |                         |
| 1973 | Декілька занадто спокійних панів    | Quelques messieurs trop tranquilles                    | Адрієн                   |                         |
| 1973 | Я хотіти за це бабки                | Moi y'en a vouloir des sous                            | Вержо, поліцейський      |                         |
| 1973 | Найбожевільніша причина             | La raison du plus fou                                  | водій вантажівки         |                         |
| 1973 | Гарненька справа                    | La belle affaire                                       | брат Нахум               |                         |
| 1973 | Ах! Якщо чернець просить…           | Ah! Si mon moine voulait…                              | майстер Сандрас          |                         |
| 1973 | Остання нечисть Парижу              | La dernière bourrée à Paris                            | Еміль, перший сантехнік  |                         |
| 1973 | Чотири мушкетери Шарло              | Les quatre Charlots mousquetaires                      | панотець Жозеф           |                         |
| 1974 | Водійські права                     | Le permis de conduire                                  | станційний агент         |                         |
| 1974 | ОК, патрон                          | O.K. patron                                            | начальник Леон           |                         |
| 1974 | Китайці в Парижі                    | Les Chinois à Paris                                    | державний службовець     |                         |
| 1974 | Відпускники                         | Les vacanciers                                         | Бенжамін Кіттен          |                         |
| 1974 | Божевільне ліжко                    | Le plumard en folie                                    | Поль                     |                         |
| 1974 | Четверо проти кардинала             | Les Charlots en folie: À nous quatre Cardinal!         | панотець Жозеф           |                         |
| 1976 | Велика розвага                      | La grande récré                                        | Пауло                    |                         |
| 1978 | Скупий                              | L'avare                                                | майстер Жак              | телевізійний            |
| 1979 | За нас двох                         | À nous deux                                            | Міміль                   |                         |
| 1980 | Фаллократи                          | Les phallocrates                                       | Сорджолі                 |                         |
| 1980 | Чудовий день                        | Une merveilleuse journée                               | лікар                    |                         |
| 1981 | Знак Фуракс                         | Signé Furax                                            | Білий                    |                         |
| 1981 | Болеро                              | Les uns et les autres                                  | дідусь Едіт              |                         |
| 1981 | Одні та інші                        | Les uns et les autres                                  |                          | міні-серіал             |
| 1981 | Великі маневри                      | Les bidasses aux grandes manoeuvres                    | полковник Бодуен         |                         |
| 1981 | Кльові дівчата                      | Les babas cool                                         | мосьє Тріконе            |                         |
| 1982 | Мій священик серед нудистів         | Mon curé chez les nudistes                             | кюре Данієль             |                         |
| 1982 | Без чверті два до нашої ери         | Deux heures moins le quart avant Jésus-Christ          | охоронець лева           |                         |
| 1982 | Знедолені                           | Les misérables                                         | Фошлеван                 | за романом Віктора Гюго |
| 1983 | Браконьєр від Бога                  | Le braconnier de Dieu                                  | кюре                     |                         |
| 1983 | Емір віддає перевагу блондинкам     | L'émir préfère les blondes                             | Жозеф                    |                         |
| 1983 | Дияволеня                           | Un bon petit diable                                    | брат Нік                 |                         |
| 1984 | Помилкові визнання                  | Les fausses confidences                                | Арлегіум                 |                         |
| 1985 | Свобода, рівність, кисла капуста    | Liberté, égalité, choucroute                           | Гастон                   |                         |
| 1985 | Фактор Сен-Тропе                    | Le facteur de Saint-Tropez                             | Робін Bellefeuille       |                         |
| 1988 | Холодний піт                        | Sueurs froides                                         | Пломіон                  | телесеріал              |
| 1989 | Безумний день, або одруження Фигаро | La folle journée ou Le mariage de Figaro               | Антоніо                  |                         |
| 1990 | Бувають дні… Бувають ночі           | Il y a des jours… et des lunes                         | пенсіонер, який знає все |                         |
| 1992 | Прекрасна історія                   | La belle histoire                                      | учитель в'язання         |                         |